# Otto Ziemann
Otto Ziemann (* 30. Juni 1872 in Berlin; † nach 1932) war ein deutscher Politiker (DNVP).

## Leben
Ziemann war beruflich als Tischlermeister in Marienburg tätig.
Während der Zeit der Weimarer Republik trat Ziemann in die Deutschnationale Volkspartei (DNVP) ein. Im Dezember 1924 wurde er als Abgeordneter in den Preußischen Landtag gewählt, dem er bis 1932 angehörte. Im Parlament vertrat er den Wahlkreis 1 (Ostpreußen).